# Kiselinski halogenid
Kiselinski halogenid je organski spoj koji sadrži grupu -COX, gdje X označava atom halogenog elementa.
Po redoslijedu opadajućeg prioriteta pri odabiru i imenovanju glavne karakteristične skupine, kiselinski halogenidi su osmi po redu razredni spojevi.